# Kidnap At The Noodle Shop
Kidnap At The Noodle Shop is het eerste solo-album, boek en kunstproject van de Nederlandse producer Delic uit Zwolle. Het werk is in september 2018 in eigen beheer uitgebracht via streamingdiensten en als vinylboek in een gelimiteerde oplage van 500.

## Totstandkoming en release
Na zijn tijd als producer in de Nederlandse hiphopformatie Opgezwolle reisde Delic de wereld rond. Zijn ervaringen tijdens en na deze reis dienden als inspiratie voor Kidnap At The Noodle Shop, in het bijzonder zijn tijd in Hong Kong.
Kidnap At The Noodle Shop is een kunstproject dat bestaat uit een boek met acht hoofdstukken, acht schilderijen en acht tracks. Bij elk hoofdstuk van het boek past één schilderij en één track. In Vice zei Delic hierover:
Als ik het zou mogen bepalen: je leest het verhaal, je bekijkt ondertussen de schilderijen die in het boek zijn afgedrukt en ergens halverwege beluister je voor het eerst de muziek. Wanneer je het verhaal uit hebt kun je die muziek steeds opnieuw opzetten en komt het verhaal weer terug.
Delic heeft vijf jaar gewerkt aan de totstandkoming van het kunstproject. In september 2018 is het project uitgebracht met een expositie van de acht schilderijen bij de GO Gallery Amsterdam en een live show in de Melkweg. Hierna volgde een tweede concert in Hedon. Gastmuzikanten tijdens de optredens waren onder andere Benjamin Herman, Niels Broos en Coen Witteveen.

## Tracklist
1. Magic City
2. Mrs. Fuentes
3. Golden Train
4. Lights (ft. Maikal X)
5. Kidnap At The Noodle Shop Pt. I
6. Kidnap At The Noodle Shop Pt. II
7. Mirror
8. Words

## Bezetting
- Delic - productie, boek, schilderijen
- Huda Benchaba - vocals
- Maikal X - vocals
- Lenca da Costa Gomez, Niels Kuiper, Simone Bekkering, Bert Vrieling, Carlton Candelaria - vocals
- Coen Witteveen - saxofoon, fluit
- Dries Bijlsma - gitaar
- Errol Pawiroredjo - flamencogitaar
- Sebas van Olst - bas
- Vadim Neef - piano
- Niels Broos - piano
- Mark Lucassen - klarinet